# Lettisches Gymnasium Münster

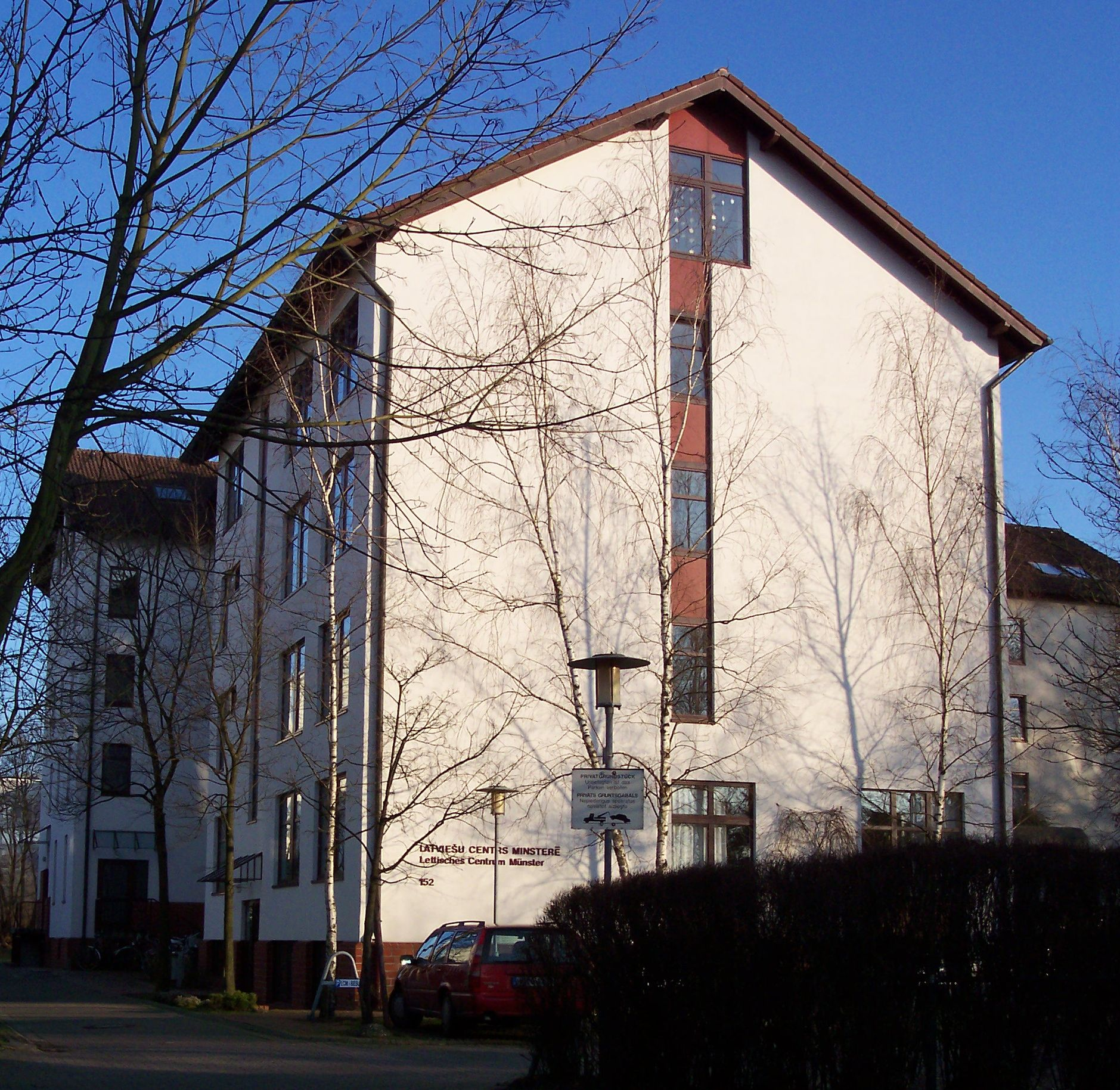
Ehemaliges Lettisches Gymnasium Münster, heute das Lettische Centrum

Das Lettische Gymnasium in Münster war die einzige anerkannte lettische Schule in Westeuropa, als Lettland von der Sowjetunion besetzt war. Es befand sich im münsterschen Stadtteil Kinderhaus.

## Geschichte
Das Lettische Gymnasium Münster ging 1951 aus einem deutschen Flüchtlingslager hervor. Während des Kalten Krieges nahm das Gymnasium Schüler aus aller Welt auf, so dass sich die lettische Gemeinde in Münster und das Gymnasium zu einem Zentrum für die Exil-Letten entwickelten. Unterrichtet wurde in lettischer Sprache. Dem Gymnasium war ein Internat angegliedert.
Seit 1986 besteht am selben Standort in Münster ein Lettisches Centrum, dem das Gymnasium zugeordnet wurde. Nach der Wiederherstellung der Unabhängigkeit Lettlands 1990/1991 verlor das Gymnasium an Bedeutung und wurde schließlich 1998 aufgelöst.
Seitdem ist das Lettische Centrum unter anderem in der Erwachsenenbildung aktiv, betreibt einen Kindergarten und veranstaltet eine Sommerschule.

## Bekannte Schüler
- Egils Levits (geb. 1955), von 2019 bis 2023 lettischer Staatspräsident, Schüler 1972/1973
- Krišjānis Kariņš (geb. 1964), von 2019 bis 2023 lettischer Ministerpräsident[2]

## Vergleichbare Initiativen
Im selben Jahr gründeten litauische Flüchtlinge in Diepholz ein eigenes Gymnasium, das 1954 nach Hüttenfeld bei Mannheim zog.